# David Cook
David Cook (sinh ngày 20 tháng 12 năm 1982) là một ca sĩ sinh ra ở Houston, Texas nhưng lớn lên ở Blue Springs, Missouri, Hoa Kỳ. Anh được công chúng biết đến khi đứng hạng nhất của cuộc thi âm nhạc American Idol mùa thứ 7.

## Tiểu sử
Anh yêu thích âm nhạc từ nhỏ, 12 tuổi được tặng 1 cây đàn guitar. Khi học lớp 2, David được chọn vào dàn đồng ca của trường và đảm nhiệm 1 khúc solo. David nhận được học bổng của trường Đại học Missouri khoa Nhạc Kịch nhưng đã bở dở và chuyển sang khoa thết kế đồ họa sau 2 học kỳ. Tốt nghiệp đại học năm 2006, David quyết định tiến sâu vào lĩnh vực âm nhạc.
David biết chơi guitar và bass, có thể tự sáng tác nhạc cho mình. Hai chữ AC trên cây đàn của anh là viết tắt chữ cái đầu của 2 người anh em trai là Adam Cook và Andrew Cook. David hát chính và chơi guitar trong ban nhạc Axium từ năm 1999 – 2006, được David thành lập từ những năm đầu trung học phổ thông cùng tay trống Bob Kerr. Axium từng được chọn là ban nhạc hay nhất của Thành phố Kansas trong năm 2004.
Năm 2006, sau khi tốt nghiệp đại học, David rời Axium đến Tulsa, Oklahoma gia nhập ban Midwest Kings, giữ nhiệm vụ chơi guitar, bass và hát bè. Ban Midwest Kings còn thu âm một EP vào năm 2006 tên "Incoherent with Desire to Move on". David còn tham gia hát trong một số câu lạc bộ của Tulsa, trong đó có Blank Slate và Rehab Lounge
David tự thu âm và phát hành album riêng vào năm 2006, thời điểm anh vừa tốt nghiệp, mang tên "Analog heart". Những bài hát trong album được sáng tác trong thời gian từ 2004 – 2006, và anh tự thiết kế mỹ thuật. Album này được trang web Music Equals Life chọn là album hay thứ 4 trong năm 2006, và được bán trên trang Amazon.com mục "Today's Top MP3 Albums" trong khoảng thời gian từ 18/4 – 20/4/2008. Album này cũng giành được khá nhiều giải thưởng như Urban Tulsa Weekly's "Absolute Best of Tulsa" award for "Best Locally Produced, Independent Album" trong năm 2007.
Ban đầu, David không định tham gia cuộc thi tìm kiếm tài năng âm nhạc "American Idol" vì dự tính đi Trung Quốc. Anh chỉ đi cùng để ủng hộ tinh thần em mình là Andrew. Được mẹ và em trai thuyết phục, David quyết định thử giọng vào phút cuối cùng.
American Idol mùa thứ 7 năm 2008 có thay đổi so với những năm trước đó khi thí sinh được phép chơi nhạc cụ khi trình diễn. Tận dụng điều này, David đã thể hiện tài chơi đàn guitar điện của mình qua các bài hát "All Right Now", "Hello", "Day Tripper", "I'm Alive", "Baba O'Riley" and "Dare You to Move". David sử dụng guitar thùng trong "Little Sparrow" and "All I Really Need Is You"
"Billie Jean", một trong những phần trình diễn của David, đã hoàn toàn thuyết phục ban giám khảo, đặc biệt là Simon Cowell, giám khảo nổi tiếng khó tính trong 3 người. Phần trình diễn này đã đạt đến hơn 5 triệu lượt xem trên YouTube. Vào ngày 1/4/2008, một vài giờ sau khi chương trình phát sóng, David được đưa cấp cứu vào bệnh viện vì vấn đề tim mạch. Trước khi trình diễn"Little Sparrow" của Dolly Parton, David đã cảm thấy không được khỏe nhưng từ chối kiểm tra sức khỏe. Áp lực càng nặng nề hơn khi Adam, anh trai của David, mắc ung thư não trở bệnh nặng. Sức khỏe của David đã trở lại bình thường, được ra viện vào hôm sau.
Ngày 21/5/2008, David Cook đã giành chiến thắng với 56% phiếu bầu từ khán giả, hơn David Archuleta gần 12 triệu phiếu. Sau đó, David Cook trình diễn bài "Time of My Life", bài hát được chọn làm đĩa đơn (single) đầu tiên của anh. David Cook là người chiến thắng thứ 5 chưa lần nào rơi vào vòng 2 người và 3 người có ít phiếu bầu nhất (bottom 2 và bottom 3) trong suốt thời gian tham gia American Idol. David cũng là đại diện phái mạnh thứ ba giành chiến thắng trong lịch sử American Idol.
Các bài hát biểu diễn trong American Idol:
1. Audition Round: Livin’ on a Prayer của Bon Jovi
2. Hollywood Round 1: Everything I do (I do it for you) của Bryan Adams (tự đệm guitar thùng)
3. Hollywood Round 2: I’ll be của Edwin McCain

## Một số ca khúc và vị trí xếp hạng
| Năm  | Ca khúc               | Vị trí xếp hạng | Vị trí xếp hạng | Vị trí xếp hạng | Vị trí xếp hạng | Vị trí xếp hạng | Vị trí xếp hạng | Vị trí xếp hạng | Vị trí xếp hạng | Vị trí xếp hạng       | Album    |            |
| Năm  | Ca khúc               | US Hot 100      | US Pop 100      | US Digital      | US AC           | US Adult        | CAN             | UK              | NZ              | Finnish Singles Chart | Album    |            |
| ---- | --------------------- | --------------- | --------------- | --------------- | --------------- | --------------- | --------------- | --------------- | --------------- | --------------------- | -------- | ---------- |
| 2008 | "The Time of My Life" | 3               | 6               | 1               | 1               | 7               | 2               | 61              | 29              | 10                    | Platinum | David Cook |
| 2008 | "Light On"            | 17              | 24              | 8               | —               | 11              | 31              | 184             | —               | —                     | —        | David Cook |

### Ca khúc khác
| Năm                                                                      | Tên bài                                                                   | Xếp hạng | Xếp hạng | Xếp hạng     | Xếp hạng | Xếp hạng | Xếp hạng |
| Năm                                                                      | Tên bài                                                                   | U.S.     | U.S. Pop | U.S. Digital | CAN      |          |          |
| ------------------------------------------------------------------------ | ------------------------------------------------------------------------- | -------- | -------- | ------------ | -------- | -------- | -------- |
| 2008                                                                     | "Dream Big" (Song from the 2008 American Idol Songwriter Competition) [A] | 15       | 17       | 7            | 21       |          |          |
| 2008                                                                     | "I Still Haven't Found What I'm Looking For" (Originally by U2) [A]       | 22       | 24       | 9            | 17       |          |          |
| 2008                                                                     | "The World I Know" (Originally by Collective Soul) [A]                    | 28       | 31       | 14           | 24       |          |          |
| 2008                                                                     | "I Don't Want to Miss a Thing" (Originally by Aerosmith)                  | 42       | 38       | 21           | 43       |          |          |
| 2008                                                                     | "Billie Jean" (Originally by Michael Jackson)                             | 47       | 39       | 24           | 41       |          |          |
| 2008                                                                     | "Always Be My Baby" (Originally by Mariah Carey)                          | 67       | 46       | 29           | 59       |          |          |
| 2008                                                                     | "Hello" (Originally by Lionel Richie) [A]                                 | 73       | 48       | 32           | 57       |          |          |
| 2008                                                                     | "The Music of the Night" (Song from The Phantom of the Opera)             | 77       | 54       | 41           | 73       |          |          |
| 2008                                                                     | "Eleanor Rigby" (Originally by The Beatles)                               | 92       | 62       | 51           | 83       |          |          |
| 2008                                                                     | "I'm Alive" (Originally by Neil Diamond)                                  | 99       | 73       | 60           | —        |          |          |
| 2008                                                                     | "Little Sparrow" (Originally by Dolly Parton)                             | 101      | 79       | 66           | 96       |          |          |
| 2008                                                                     | "Hungry Like the Wolf" (Originally by Duran Duran)                        | 103      | 81       | 68           | —        |          |          |
| 2008                                                                     | "Innocent" (Originally by Our Lady Peace)                                 | 104      | 82       | 69           | —        |          |          |
| 2008                                                                     | "Day Tripper" (Originally by The Beatles)                                 | 114      | 95       | 82           | —        |          |          |
| 2008                                                                     | "All Right Now" (Originally by Free) [A]                                  | 118      | —        | 90           | —        |          |          |
| 2008                                                                     | "Happy Together" (Originally by The Turtles) [A]                          | 125      | —        | 97           | —        |          |          |
| 2008                                                                     | "Declaration" [B]                                                         | 113      | —        | 75           | —        |          |          |
| 2008                                                                     | "Permanent" [B]                                                           | —        | —        | 122          | —        |          |          |
| 2008                                                                     | "Come Back to Me" [B]                                                     | —        | —        | 148          | —        |          |          |
|                                                                          |                                                                           |          |          |              |          |          |          |
| Notes: A ^ Live recordings on American Idol. B ^ Tracks from David Cook. |                                                                           |          |          |              |          |          |          |

## Giải thưởng và đề cử
| Năm  | Chương trình         | Giải thưởng                          | Kết quả |
| ---- | -------------------- | ------------------------------------ | ------- |
| 2008 | Teen Choice Awards   | Choice TV: Male Reality/Variety Star | Thắng   |
| 2008 | Teen Choice Awards   | Best Presenter (Post Show)           | Đề cử   |
| 2008 | The New Music Awards | Top 40 Male Artist of the Year       | Thắng   |